# Patrick Ndururi
Patrick Ndururi Kinaga (né le 21 janvier 1969 et mort le 25 octobre 2009) est un athlète kényan, spécialiste du 800 mètres.

## Carrière
En 1997, lors du meeting de Zurich, Patrick Ndururi signe le temps de 1 min 42 s 62 et établit à cette occasion la douzième meilleure performance de tous les temps sur 800 m. Il se classe deuxième de la Finale du Grand Prix 1997 derrière le Danois Wilson Kipketer. L'année suivante, il remporte les Goodwill Games et obtient par ailleurs la médaille d'argent des Championnats d'Afrique de Dakar où il s'incline face à son compatriote Japheth Kimutai.
Il meurt le 25 octobre 2009 d'une crise cardiaque.

### Palmarès
| Date | Compétition            | Lieu      | Résultat | Épreuve |
| ---- | ---------------------- | --------- | -------- | ------- |
| 1997 | Championnats du monde  | Athènes   | 7e       | 800 m   |
| 1997 | Finale du Grand Prix   | Fukuoka   | 2e       | 800 m   |
| 1998 | Goodwill Games         | Uniondale | 1er      | 800 m   |
| 1998 | Championnats d'Afrique | Dakar     | 2e       | 800 m   |

### Records
| Épreuve           | Performance   | Lieu   | Date         |
| ----------------- | ------------- | ------ | ------------ |
| 800 m (plein air) | 1 min 42 s 62 | Zurich | 13 août 1997 |